# Ono (Fukui)
Ono (Japans: 大野市, Ōno-shi) is een stad in de prefectuur Fukui in Japan. De oppervlakte van de stad is 872,30 km² en begin 2009 had de stad ruim 36.000 inwoners.

## Geschiedenis
Op 1 juli 1964 werd Ono een stad (shi) na samenvoeging van twee gemeentes plus zes dorpen. Op 30 juni 1970 is het dorp Nishitani (西谷村, Nishitani-mura) aan Ono toegevoegd en op 7 november 2005 is het dorp Izumi (和泉村, Izumi-mura) aan Ono toegevoegd.

## Bezienswaardigheden

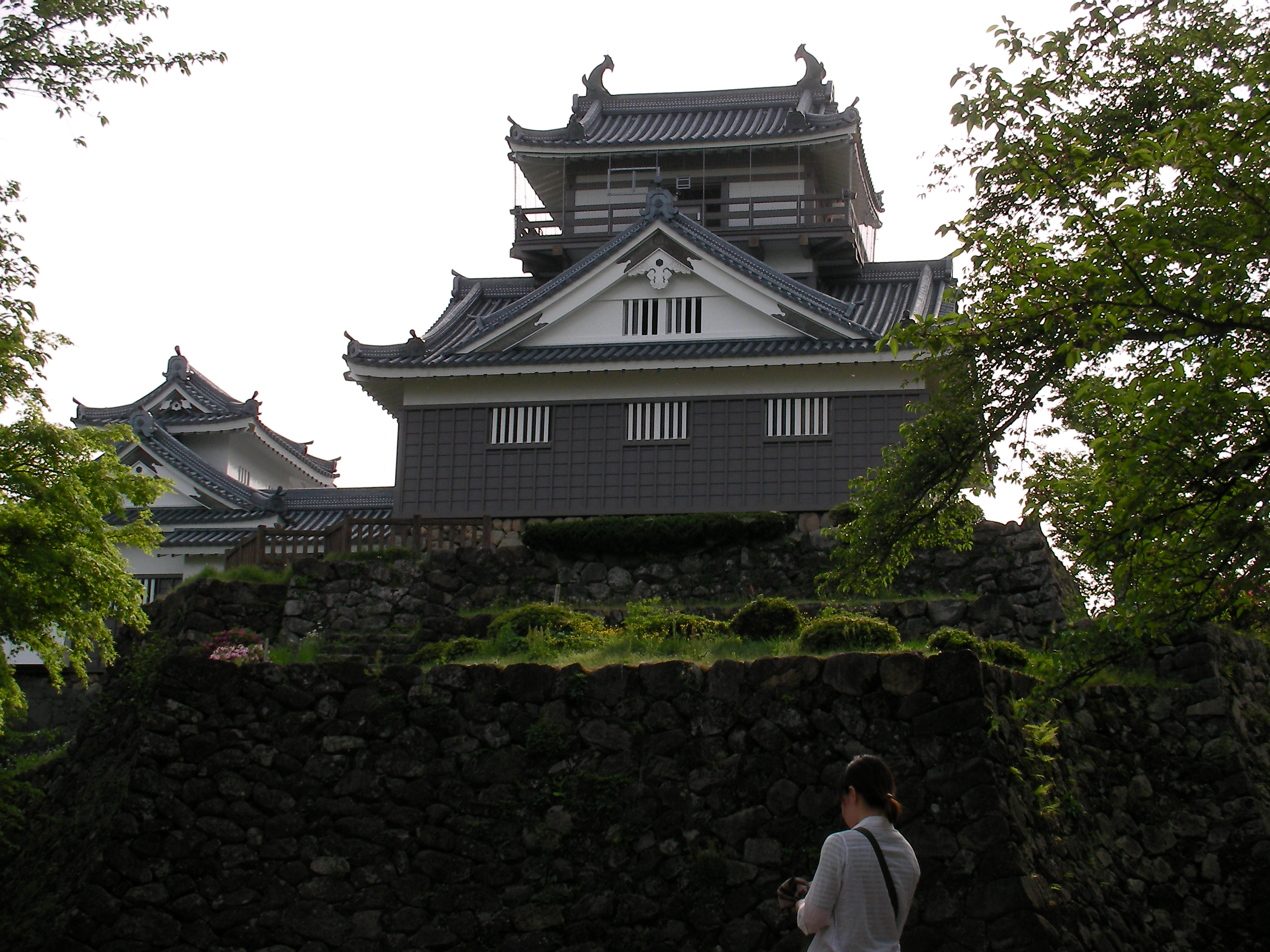
Kasteel Echizen-Ono

- Kasteel Echizen-Ono

## Stedenband
Ono heeft een stedenband met
- Ningbo, China

## Verkeer
Ono ligt aan de Etsumihoku-lijn en de Hokuriku-hoofdlijn van de West Japan Railway Company.
Ono ligt aan de Chubu-Jukan-autosnelweg en aan de autowegen 157, 158 en 476.

## Geboren in Ono
- Eiji Shotsu (正津英志, Shotsu Eiji), honkbalspeler
- Inobe Yasuyuki (井ノ部康之, Inobe Yasuyuki), romanschrijver
- Masaaki Yamazaki (山崎 正昭, Yamazaki Masaaki), politicus van de LDP.

## Aangrenzende steden
- Katsuyama
- Fukui
- Hakusan
- Takayama
- Gujo
- Seki
- Motosu